# Sardon
Sardon is een gemeente in het Franse departement Puy-de-Dôme (regio Auvergne-Rhône-Alpes) en telt 274 inwoners (2005). De plaats maakt deel uit van het arrondissement Riom.

## Geografie
De oppervlakte van Sardon bedraagt 8,3 km², de bevolkingsdichtheid is 33,0 inwoners per km².
De onderstaande kaart toont de ligging van Sardon met de belangrijkste infrastructuur en aangrenzende gemeenten.

## Demografie
Onderstaande figuur toont het verloop van het inwonertal (bron: INSEE-tellingen).